# Marathon Brabant
De marathon Brabant (voorheen marathon van Etten-Leur) is een hardloopevenement met een marathon over 42,195 km, dat elk jaar in Etten-Leur in de maand oktober wordt gehouden. De eerste editie vond plaats in 1983. In eerste instantie werd de marathon gelopen over één grote ronde, die door de bossen van de Pannenhoef tot aan Schijf liep. Inmiddels bestaat de marathon uit twee kleinere rondes naar het natuurgebied de Pannenhoef. In 2002 werd het parcours tot één ronde (21,1 km) ingekort wegens de storm.
De eerste West-Brabantse marathon werd georganiseerd ter gelegenheid van het vijftienjarig bestaan van atletiekvereniging Achilles. De bedoeling was dat deze eerste marathon een aanzet zou vormen tot een jarenlange traditie. Ondanks het feit dat er geen financiële vergoeding werd gegeven, hebben al vele toppers de weg naar Etten-Leur weten te vinden.
Inmiddels draagt de wedstrijd de naam Marathon Brabant en wordt altijd georganiseerd op de laatste zondag van oktober. De gemiddelde tijd van de tien snelste finishtijden bedraagt 2:21.47. Hiermee is de Marathon Brabant de negende Nederlandse marathon op de Lijst van snelste marathonsteden. Deze plaats is te danken aan de relatief snelle tijden die gelopen werden in de periode tot 1995. Daarna is er geen top 10 tijd meer gelopen.
Naast de marathon worden er tevens hardloopwedstrijden georganiseerd over de halve marathon, 10 km en de 5 km.

## Statistieken

### Parcoursrecords
- Mannen - 2:18.01 Yuriy Pavlov  Rusland (27 oktober 1990)
- Vrouwen - 2:46.38 Daisy Hombergen  Nederland (29 oktober 1995)

### Winnaars
| Jaar            | Snelste man               | Land      | Tijd    | Snelste vrouw               | Land      | Tijd    |
| --------------- | ------------------------- | --------- | ------- | --------------------------- | --------- | ------- |
| 31 oktober 2021 | Maxwell Bayer             | Nederland | 2:28.17 | Sonja van Hecke             | Nederland | 3:57.39 |
| 25 oktober 2020 | Melvin Franken            | Nederland | 2:42.53 | Eva van Zoonen              | Nederland | 2:52.59 |
| 27 oktober 2019 | Patrick Kwist             | Nederland | 2:32.27 | Chantal Van Oosterwijck     | België    | 3:04.06 |
| 28 oktober 2018 | Patrick Kwist             | Nederland | 2:32.53 | Melanie Spruyt              | Nederland | 3:03.39 |
| 29 oktober 2017 | Roel Wijmenga             | Nederland | 2:35.34 | Paola van Gilst             | Nederland | 3:10.29 |
| 30 oktober 2016 | Huub Maas                 | Nederland | 2:32.45 | Nicole van Gerwen           | Nederland | 3:15.44 |
| 25 oktober 2015 | Patrick Kwist             | Nederland | 2:32.58 | Sandra Laros-Hofmans        | Nederland | 3:10.43 |
| 26 oktober 2014 | Ton Verbaandert           | Nederland | 2:32.07 | Melanie Spruyt              | Nederland | 3:00.35 |
| 27 oktober 2013 | Paul Maes                 | Frankrijk | 2:36.42 | Sara Janssens               | Nederland | 3:31.03 |
| 28 oktober 2012 | Patrick Kwist             | Nederland | 2:29.12 | Katleen de Cupere           | België    | 3:03.00 |
| 30 oktober 2011 | Pieter Mans               | Nederland | 2:32.10 | Mieke Dupont                | België    | 3:12.04 |
| 31 oktober 2010 | Patrick Kwist             | Nederland | 2:28.44 | Sandra Van Buggenhout       | België    | 3:03.05 |
| 25 oktober 2009 | Ron van den Berg          | Nederland | 2:37.46 | Silvia Verhoeven            | Nederland | 3:29.23 |
| 26 oktober 2008 | Ralf Preibisch            | Duitsland | 2:37.22 | Ann Parmentier              | België    | 3:03.51 |
| 28 oktober 2007 | Ron van den Berg          | Nederland | 2:37.20 | Esther Schild               | Nederland | 3:10.18 |
| 29 oktober 2006 | Bart de Grove             | België    | 2:43.06 | Patricia de Proost          | België    | 3:30.59 |
| 30 oktober 2005 | Marcel Laros              | Nederland | 2:31.14 | Magda van Mol               | België    | 3:13.20 |
| 31 oktober 2004 | Marc Papanikitas          | België    | 2:30.16 | Ingrid Verbessem            | België    | 3:14.11 |
| 26 oktober 2003 | Michel Otten              | Nederland | 2:27.27 | Elly Zigenhorn              | Nederland | 3:10.53 |
| 27 oktober 2002 | Marc Papanikitas          | België    | 1:15.01 | Marianne Verbauwhede        | Nederland | 1:30.07 |
| 28 oktober 2001 | Marc Papanikitas          | België    | 2:31.32 | Lia Wijnberger              | Nederland | 3:23.55 |
| 29 oktober 2000 | Marc Papanikitas          | België    | 2:30.58 | Chantal Xhervelle           | België    | 3:01.55 |
| 31 oktober 1999 | Hans Verbaandert          | Nederland | 2:32.35 | Anja van Geel               | Nederland | 3:09.24 |
| 25 oktober 1998 | Herman Vets               | België    | 2:28.42 | Marlien van Beek            | Nederland | 3:10.11 |
| 26 oktober 1997 | D Henin                   | België    | 2:28.29 | Ria Sleutjes                | Nederland | 3:04.01 |
| 27 oktober 1996 | H van Driessche           | België    | 2:29.34 | Nfn van de Steen            | Nederland | 3:22.14 |
| 29 oktober 1995 | Rudy Piessens             | België    | 2:24.55 | Daisy Hombergen             | Nederland | 2:46.38 |
| 30 oktober 1994 | Hans van de Mortel        | Nederland | 2:28.37 | Carla Ophorst               | Nederland | 3:08.42 |
| 31 oktober 1993 | Getaneh Tessema           | Ethiopië  | 2:19.38 | Jenny Commandeur            | Nederland | 2:54.22 |
| 25 oktober 1992 | Michel van de Luytgaarden | Nederland | 2:27.17 | Akke Kuipers-tenKate        | Nederland | 2:57.24 |
| 26 oktober 1991 | Piet Hopmans              | Nederland | 2:27.45 | Dineke Pronk                | Nederland | 2:52.56 |
| 27 oktober 1990 | Yuriy Pavlov              | Rusland   | 2:18.01 | Nelli Makarova              | Oekraïne  | 2:51.12 |
| 28 oktober 1989 | Peter DeVocht             | België    | 2:18.53 | Ellis Foyle                 | Nederland | 3:02.12 |
| 29 oktober 1988 | Jan-Dirk Hazeleger        | Nederland | 2:27.03 | Marianne Knapen             | Nederland | 2:50.44 |
| 31 oktober 1987 | John van de Wansum        | Nederland | 2:23.03 | Jolanda Homminga            | Nederland | 2:47.46 |
| 25 oktober 1986 | Erwin Nederlof            | Nederland | 2:26.16 | Ciska van Velzen            | Nederland | 2:56.45 |
| 26 oktober 1985 | Peter van der Elst        | België    | 2:20.15 | Marianne Knapen             | Nederland | 3:00.48 |
| 27 oktober 1984 | Lucien Rottiers           | België    | 2:18.25 | Elke Oterman                | Duitsland | 3:00.03 |
| 22 oktober 1983 | Jozef DeMaeseneer         | België    | 2:21.17 | Kathrien Bakker-Verschueren | Nederland | 2:50.48 |

Actief:
Amsterdam ·
Burgh-Haamstede ·
Eindhoven ·
Enschede ·
Etten-Leur ·
Hilvarenbeek ·
Hoorn ·
Leiden ·
Oosterbierum ·
Rotterdam ·
Spijkenisse ·
Terneuzen ·
Terschelling ·
Utrecht ·
Zaltbommel

Niet meer actief:
Apeldoorn ·
Den Haag ·
Den Haag (strand) ·
Groningen Stad Marathon ·
Hoofddorp ·
Klazienaveen ·
Leeuwarden ·
Maassluis ·
Meerssen ·
Noordseschut ·
Scheveningen-Zandvoort ·
Schoorl ·
Amersfoort ·
Amsterdam ·
Breda ·
Den Haag ·
Den Helder ·
Dordrecht ·
Drunen ·
Eindhoven ·
Egmond aan Zee ·
Enschede ·
Etten-Leur ·
Haarlem ·
Haarlemmermeer ·
Hoorn ·
Leeuwarden ·
Leiden ·
Linschoten ·
Monster ·
Nijmegen ·
Pijnacker ·
Schoorl ·
Spijkenisse ·
Terschelling ·
Texel ·
Utrecht ·
Venlo ·
Zandvoort ·
Zwolle